# Laboulbenia atlantica
Laboulbenia atlantica Thaxt. – gatunek grzybów z rzędu owadorostowców (Laboulbeniales). Pasożyt owadów.

## Systematyka i nazewnictwo
Pozycja w klasyfikacji według Index Fungorum: Laboulbenia, Laboulbeniaceae, Laboulbeniales, Laboulbeniomycetidae, Laboulbeniomycetes, Pezizomycotina, Ascomycota, Fungi.
Gatunek ten po raz pierwszy opisał w 1903 r. Roland Thaxter.

## Charakterystyka
Grzyb entomopatogeniczny, pasożyt zewnętrzny owadów. Nie powoduje śmierci owada i zazwyczaj wyrządza mu niewielkie szkody. W Polsce Tomasz Majewski w 1999 i 2000 r. opisał jego występowanie na chrząszczu Lathrobium volgense z rodziny kusakowatych (Staphylinidae).

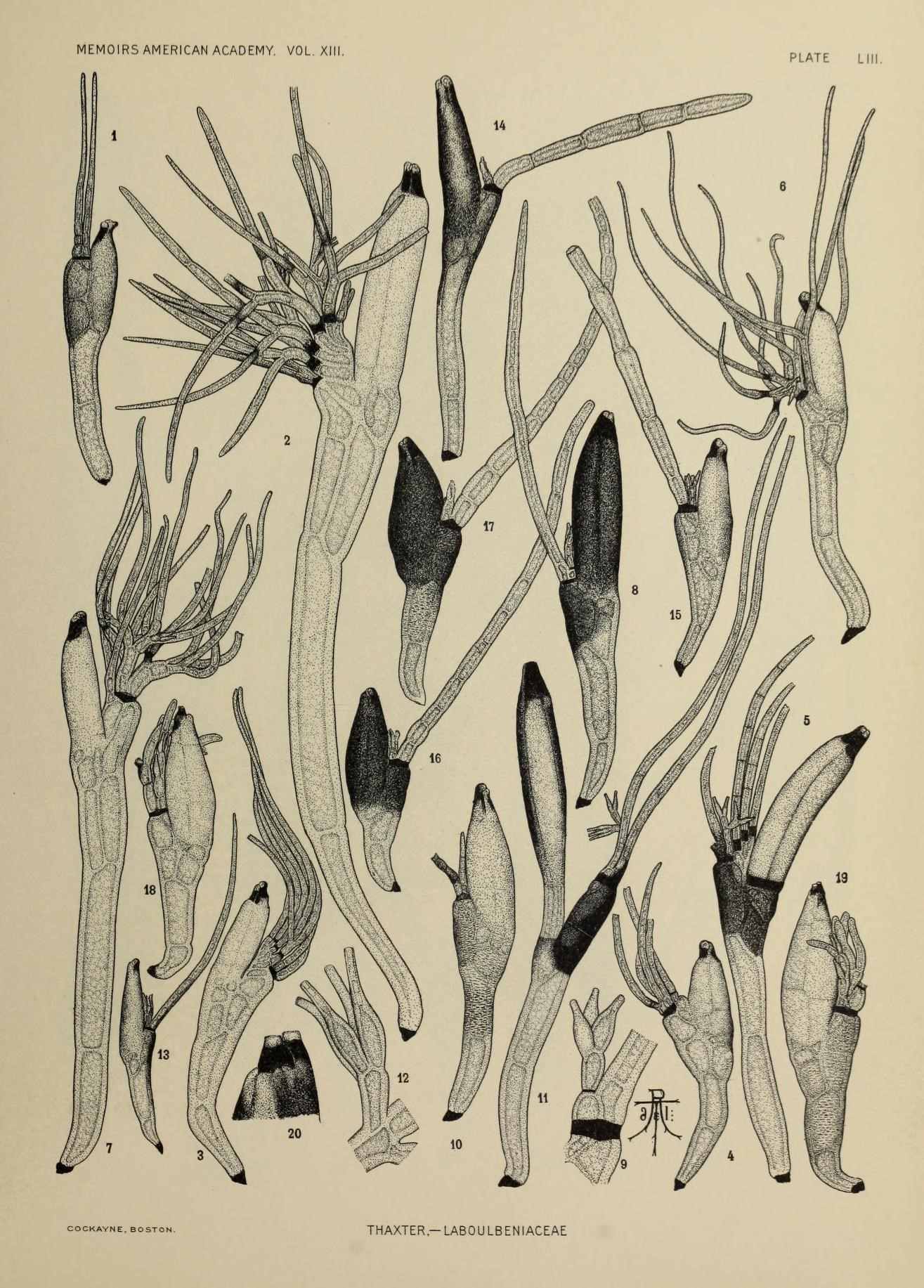
Laboulbenia filifera nr 16-17. Pozostałe to inne gatunki Laboulbenia